# 薩爾奇區
薩爾奇區（西班牙語：Sarchí），是哥斯達黎加的一個區，位於該國西北部阿拉胡埃拉省，面積15.11平方公里，海拔高度1,000米，2011年人口6,912，人口密度每平方公里457.45人。

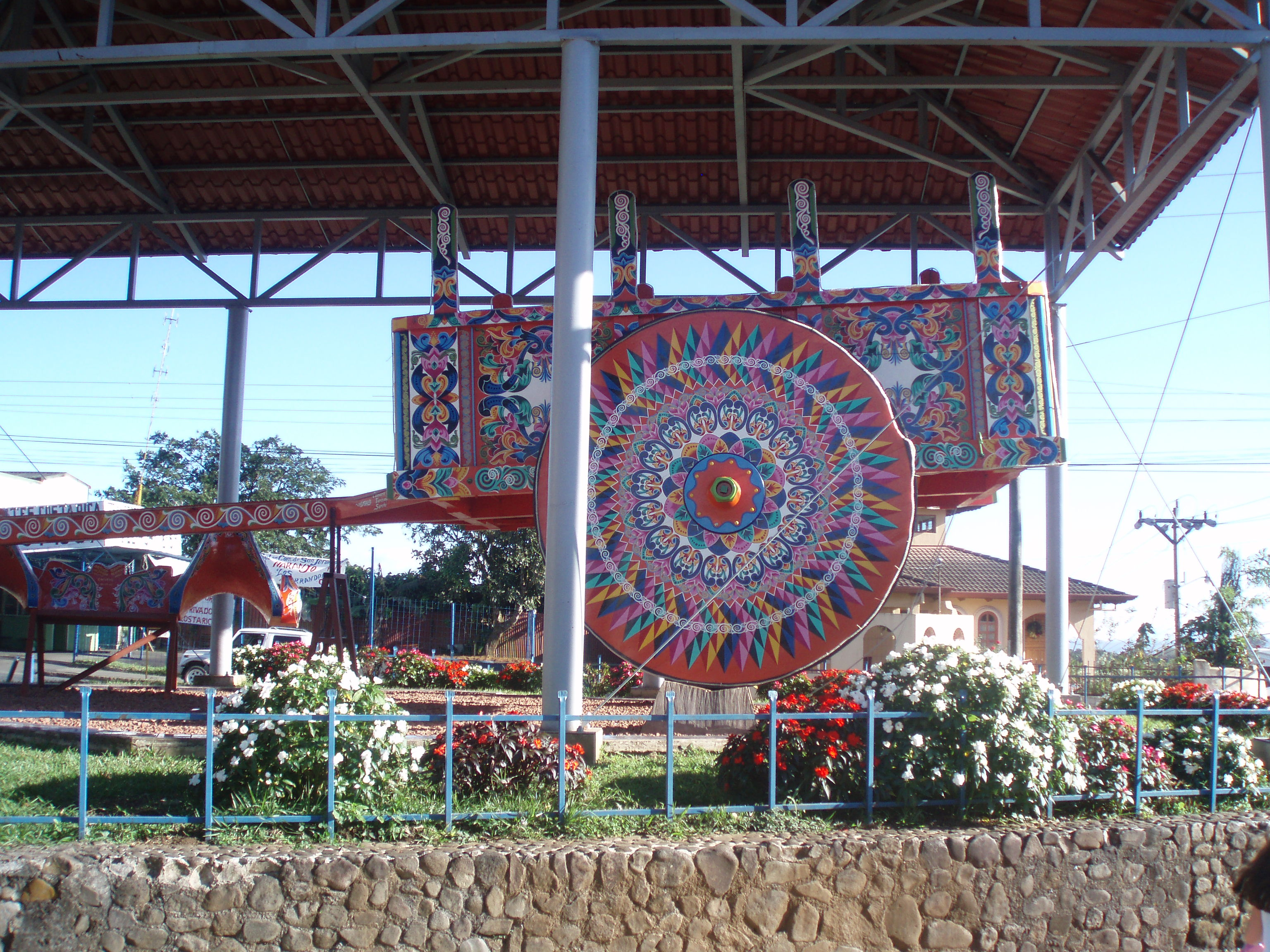

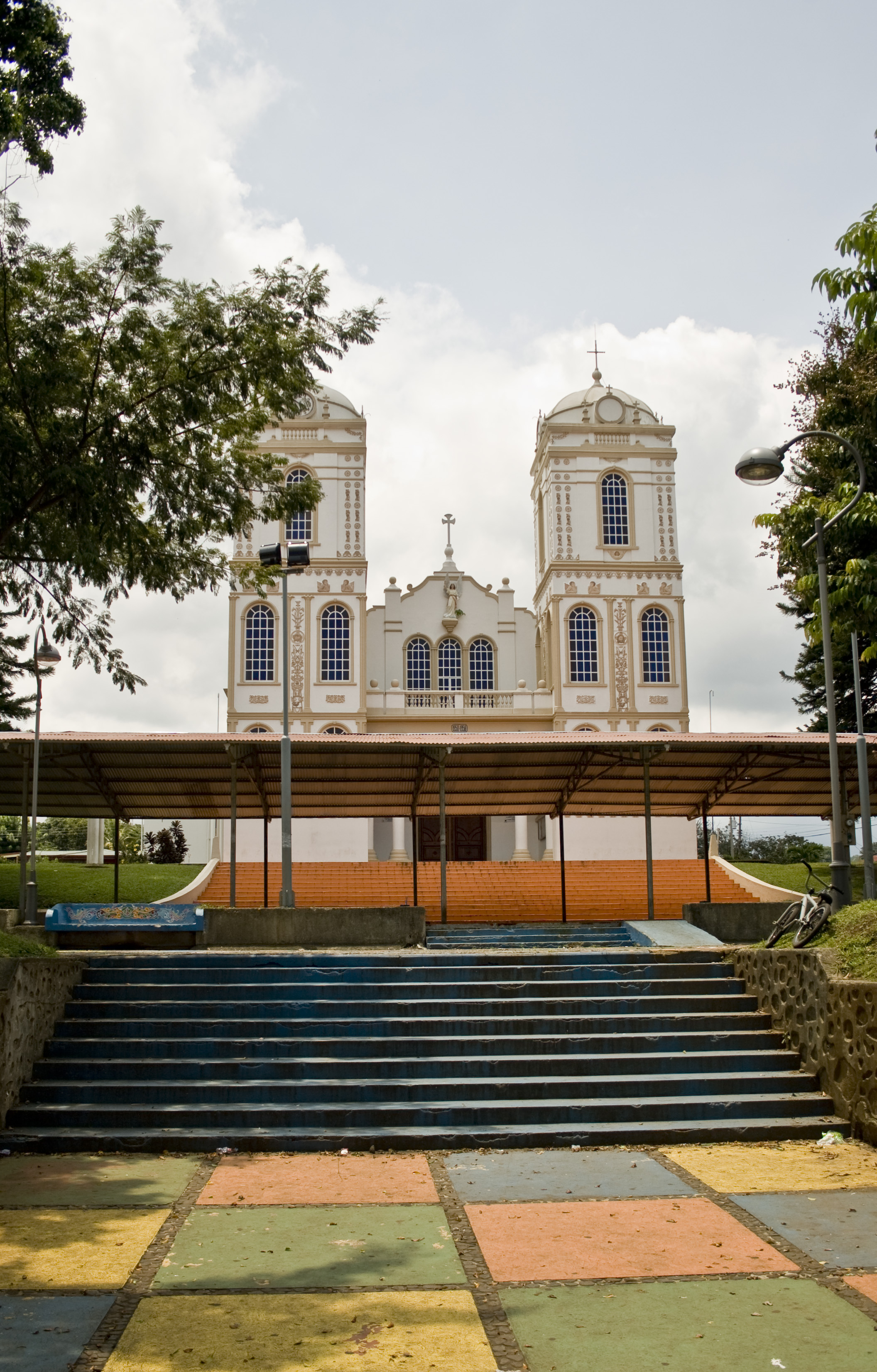

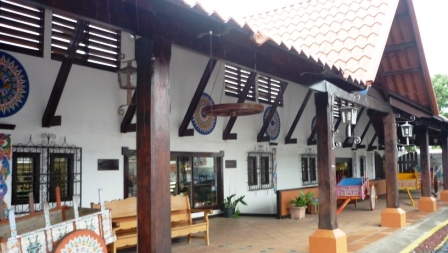